# Habenaria mitodes
Habenaria mitodes là một loài thực vật có hoa trong họ Lan. Loài này được Garay & W.Kittr. ex McVaugh mô tả khoa học đầu tiên năm 1985.